# ديمة ونوس
ديمة ونوس كاتبة، روائية وقاصة سورية، خريجة الأدب الفرنسي من جامعة دمشق. هي ابنة الكاتب المسرحي السوري سعد الله ونوس.

## أعمالها
كتبت مقدمة للطبعة الثانية لكتاب صادق جلال العظم «النقد الذاتي لبعد الهزيمة»، وعملت مذيعة في برنامج «أضواء المدينة» في قناة تلفزيون المشرق السورية ولها العديد من المقالات في جريدة السفير وجريدة الأخبار اللبنانيتين.

## الحياة المُبكّرة والتعليم
وُلدت ديمة ونوس في العاصمة السوريّة دمشق عام 1982. درست الأدب الفرنسي في جامعة دمشق والسوربون، كما درست الترجمة في فرنسا وعاشت في بيروت حيث عملت في صحيفتي الحياة والسفير. عملت أيضًا في عددٍ من وسائل الإعلام وتحديدًا في الإذاعة والتلفزيون.

## المسيرة المهنيّة
لفتت ديمة ونوس أنظار النقاد الأدبيين من خلال مجموعة قصص قصيرة (تفاصيل) صدرت عام 2007، والتي تصف المجتمع السوري الذي يركز على شخصيات مختلفة بـ «إيحاءات ساخرة وغريبة» وإظهار كيفية انحناءهم للسلطة. نُشرت لها أول رواية بعنوان كرسي في عام 2008. تم اختيارها كواحدة ضمن مجموعة بيروت 39، وهي مجموعة مؤلفة من 39 كاتبًا عربيًا دون سن الأربعين حيث تمَّ اختيارها من خلال مسابقة نظمتها مجلة بانيبال ومهرجان هاي. صدر لها عام 2017 رواية خائفون تصفُ فيها حياة امرأة شابة في دمشق خلال الحرب الأهلية حينما تصلها مخطوطة كتبها عاشقها السابق الذين فرَّ إلى ألمانيا. تم إدراج الكتاب في القائمة المختصرة للجائزة العالمية للرواية العربية لعام 2018. تُرجم الكتاب إلى الإنجليزية والألمانية والهولندية والإسبانية والتركية. وقد وصف النقاد أسلوبها السردي بأنه «رصين ودقيق».

## قائمة الأعمال
هذه قائمةٌ بأبرز أعمال الكاتبة السوريّة ديمة ونوس:
الروايات
- تفاصيل -(مجموعة قصصية) صدرت عن دار المدى 2007[24]
- كرسي - (رواية) صدرت عن دار الآداب 2009[25]
- الخائفون - (رواية)، دار الآداب، بيروت، -2017 (القائمة القصيرة لجائزة البوكر العربية)[26]

الأعمال التلفزيّة
- أضواء المدينة من عام 2008 حتى 2009 في دمشق على تلفزيون أورينت.[27]
- أنا من هناك من عام 2014 حتى

2018 في بيروت على تلفزيون أورينت.